# Adelina Sótnikova
Adelina Dmítrievna Sótnikova (en rus: Адели́на Дми́триевна Со́тникова [ɐdʲɪˈlʲinə ˈso̞tnɪkɐvʲə]; nascuda l'1 de juliol de 1996) és una patinadora artística sobre gel russa. És la campiona olímpica de 2014, va obtenir medalla de plata dos cops en el campionat d'Europa (2013-2014), ha obtingut cinc medalles a les sèries de Grand Prix, i ha sigut quatre vegades campiona nacional russa (2009,2011-2012,2014). En el nivell júnior, és la campiona del món júnior de 2011, 2010 JGP campiona, i 2012 Joventud Olímpica medallista de plata. És la primera rusa a obtenir la medalla d'or a la categoria femenina solista, als jocs olímpics de Sochi.

## Carrera
Adelina Sótnikova va començar patinant als quatre anys, a la pista de gel de Yuzhny, a prop de casa seva a Moscou. Va ser entrenada per Anna Patrikeyeva fins als set anys. Llavors va començar a entrenar al CSKA. Va començar a entrenar amb la seva actual entrenadora, Elena Buianova un any més tard.
Durant la temporada 2008-2009, Sótnikova va debutar al nivell sénior als Nacionals Russos de 2009, i va guanyar medalla d'or als dotze anys. Un mes més tard també va guanyar el Campionat Rus Júnior 2009.

### Temporada 2010-2011
Sótnikova, juntament amb Elizaveta Tuktamysheva i Li Zijun el 2010-11 JGP Final va fer el seu júnior Grand Prix debut durant la temporada 2010-2011. Va guanyar medalles d'or a Àustria i al Regne Unit i es va calificar pel Junior Grand Prix Final a on va guanyar.
Va quedar segona al programa curt al Campionat Rus 2011 i primera al programa llarg, i va guanyar el seu segon títol nacional. Va ser assignada al Campionat Mundial Junior a on va guanyar la medalla d'or per davant de la seva companya d'equip, Elizaveta Tuktamysheva.
Jump up ^

### Temporada 2011-2012
D'acord amb les normes d'edat de la ISU, Sótnikova podiar competir al Sénior Grand Prix circuit durant la temporada 2011-2012, però no pel Campionat Sénior ISU. Va ser assignada a dos events del Grand Prix, a la Copa de la Xina 2011 i a la Copa de Rostelecom 2011. Tenia la intenció de començar la temporada el 2011 Ondrej Nepela Memorial però una lesió de cama li va provocar que es perdés un mes d'entrenament. Va guanyar la medalla de bronze a la Copa de la Xina i a la Copa de Rostelecom.
Llavors Sótnikova va competir a 2011 Golden Spinde Zagreb, on va guanyar la medalla d'or. Al Campionat Rus 2012, va quedar primera al programa curt i segona al programa llarg, per guanyar el seu tercer títol nacional. Llavors va competir als Joves Jocs Olímpics 2012 i va guanyar al medalla de plata. El 2012 Campionat Júnior va guanyar la medalla de bronze per sota de la seva companya d'equip, Yulia Lipnitskaya i la patinadora americana Gracie Gold. Sotnikova va ser anomenada a l'equip Rus per 2012 ISU World Team Trophy. Al final va quedar quarta

### Temporada 2012-2013
Sótnikova va començar aquesta temporada amb una medalla de plata el 2012 Nebelhorn Trofeu. El seu primer GP event va ser el 2012 Skate America. A lliure, el seu 3LO-2T-2LO salt combinat no va rebre punts perquè va ser considerat un element invàlid. Va guanyar el bronze darrere de Christina Gao i Ashley Wagner. Al seu següent event, el 2012 Rostelecom Copa, va quedar cinquena. Al campionat Rus de 2013, va guanyar la medalla de bronze per sota d'Elena Radionova i Elizaveta Tuktamysheva. El 2013 Campionat Europeu va quedar primera al programa curt i tercera al programa llarg, i va guanyar la plata, només 0,72 punts per sota de Carolina Kostner. Sótnikova i Tuktamysheva van ser les primeres medallistes russes a l'Europeu Femení des de qu Irina Slutskaya guanyés el títol el 2006.

### Temporada 2013-2014
Sótnikova va començar la temporada competing amb l'Equip Europeu el 2013 Japan Open. A la Copa de la Xina va quedar tercera al programa curt i tercera a lliure, guanyant medalla de plata davant de Carolina Kostner. Al Trophee Eric Bompard, va quedar tercera de curt i primera de lliure i va guanyar la plata per sota d'Ashley Wagner. Aquests resultats van qualificar Sótnikova pel seu primer Grand Prix Final. A Fukuoka, Japó, va quedar segona al curt, sisena a lliure i va quedar cinquena en total.
Al Campionat Rus de 2014, va quedar primera de curt, segona de lliure, i va obtenir el seu quart títol nacional, obtenint l'or per davant de Yulia Lipnitskaya. Al Campionat Europeu va quedar segona mentres Lipnitskaya guanyava l'or.
Als Jocs de Sochi 2014, Sótnikova va guanyar l'or a l'individual femení, amb un total de 224,59 punts. Al programa curt anava per sota de Kim Yuna, però va adelantarla al guanyar el programa lliure. Això va portar polèmica pel que fa al puntuament.

## Vida personal
El pare d'Adelina Sótnikova és policia i la seva mare ha treballat en mercaderia. La seva germana, Maria, té la síndrome de Treacher Collins.